# Varanus griseus
O varano do deserto (Varanus griseus) é uma espécie de varanídeo encontrado no Norte de África e Ásia ocidental. Até hoje foram reconhecidas três subespécies:
Varanus griseus griseus (Varano-cinzento) 

Varanus griseus caspicus (Varano-do-Cáspio) 

Varanus griseus koniecznyi (Varano-do-Deserto-de-Thar) 

## Conservação
O varano-do-deserto, ainda não foi avaliado pela IUCN, mas acredita-se que esteja em risco de extinção, cerca de 70% da sua população já foi caçada pelos nativos dos desertos.